# 宋翻
宋翻（？—530年），字飞乌，广平郡列人县（今河北省邯郸市肥乡区）人，北魏官员。

## 生平
宋翻是吏部尚书宋弁的族弟，少年时就有德操志向，当时的人们称许他的刚烈和果断。魏宣武帝初年，宋翻以奉朝请为起家官，出任相州治中、广平王元怀郎中令，不久出任河阴县县令。
宋翻的弟弟宋道玙之前担任冀州刺史京兆王元愉的法曹行参军。永平元年（508年），元愉反叛，逼迫宋道玙在他手下做官，宋翻和弟弟宋世景都被廷尉囚禁。宋道玙后来背弃元愉到京城请罪，仍然被定罪处死，宋翻和宋世景被除去名籍。很久之后，宋翻出任治书侍御史、洛阳县县令、中散大夫、相州大中正，仍然兼任治书侍御史。宋翻又升任左将军、南兖州刺史。正光五年（524年），梁武帝派遣将领先占据了荆山，部署将士侵犯北魏领土。恰逢寿春沦陷，梁军乘势径直向项城进发。宋翻派遣将领成僧达率军潜行偷袭梁军，屡次战胜，从此南兖州境内平安宁静。
魏孝庄帝时期，宋翻出任司徒左长史、抚军将军、河南尹。当初，宋翻任河阴县县令时，顺阳公主的家奴抢劫，顺阳公主袒护他不送交官府，宋翻率兵包围顺阳公主的住宅，捉住了公主的丈夫冯穆，步行押向县衙。当时正值盛夏，冯穆站在太阳下汗流落地。县衙有一副旧时的大枷，当时人们叫它“弥尾青”，到宋翻担任县令时，县吏请求烧掉它。宋翻说：“先把它放在南墙下，等遇到豪强再用它。”不久，有个叫杨小驹的太监到河阴县来办事，言辞傲慢，态度不谦逊，宋翻就下令取出尾青来镇住他的威风。杨小驹免了枷责后，入宫到魏宣武帝处告状。魏宣武帝大怒，下令河南尹追究惩治宋翻的罪行。宋翻上表自我陈述。魏宣武帝下诏书说：“卿故意违犯朝廷法度，岂不是想逞威风来沽名钓誉？”宋翻回答说:“制造这个枷的不是我，沽名钓誉的也不该是我。之所以留下此枷，不敢拿它对付百姓，只想对付像杨小驹这类的凶暴之徒而已。”于是宋翻威震京城。等到宋翻担任洛阳县县令，直到担任河南尹，却畏惧权势，相继巴结奉承，所以当世的威名大为减损。永安三年（530年），宋翻去世，朝廷赠予侍中、卫将军、相州刺史。魏孝武帝初年，重新赠予骠骑大将军、仪同三司、尚书左仆射、雍州刺史，谥号贞烈。

## 家族

### 父亲
- 宋药师

### 兄弟姐妹
- 宋毓，北魏平西将军、太中大夫
- 宋世景，北魏伏波将军、荥阳郡太守
- 宋叔集，北魏员外散骑侍郎
- 宋道玙，北魏京兆王法曹参军

### 子女
- 宋思远，北魏司空从事中郎